# Vaavu

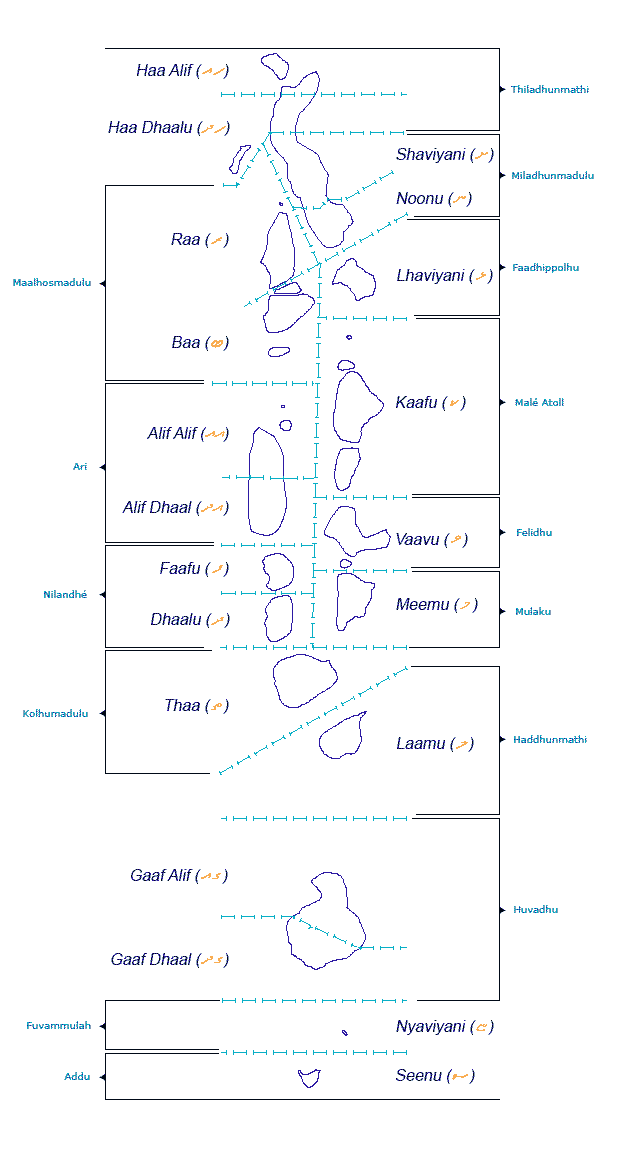
Podział administracyjny Malediwów

Vaavu – atol administracyjny, jedna z 21 jednostek administracyjnych Malediwów. Oficjalna nazwa to: Felidhu Atholhu.

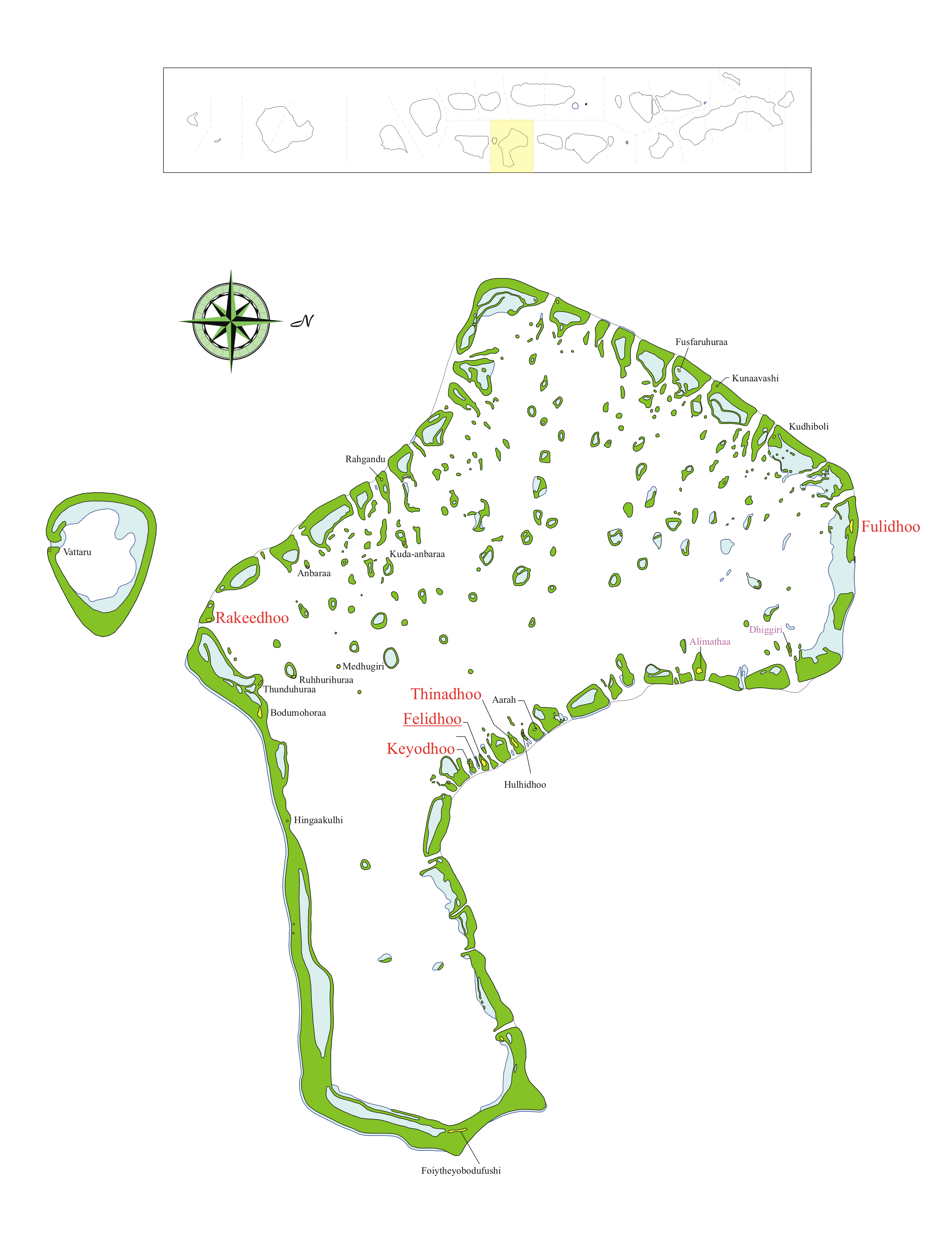
Vaavu

Obejmuje swym terytorium atole Felidhu i Vattaru, a jego stolicą jest Felidhoo. W 2006 zamieszkiwało tutaj 1606 osób.